# Billy-sous-les-Côtes
Pour les articles homonymes, voir Billy.
Billy-sous-les-Côtes est un village du département de la Meuse faisant partie de la commune de Vigneulles-lès-Hattonchâtel. Jusqu'au 1er mars 1973, Billy-sous-les-Côtes constituait une commune indépendante.

## Toponymie
Anciennes mentions : Billeium (1135), Billey (1180), Billy (1700), Bilié (1745), Billorum-locus (1749), Billy (1793), Billy-sous-les-Côtes (1801).
Prononcé biy par les meusiens et Billy comme le prénom par le reste de la France.

## Histoire
Le 1er mars 1973, la commune de Billy-sous-les-Côtes est rattachée à celle de Vigneulles-lès-Hattonchâtel sous le régime de la fusion-association.

## Politique et administration
| Période                                  | Période  | Identité     | Étiquette | Qualité |
| ---------------------------------------- | -------- | ------------ | --------- | ------- |
|                                          | En cours | Alex Nicolas |           |         |
| Les données manquantes sont à compléter. |          |              |           |         |

## Démographie
| 1793 | 1800 | 1806 | 1821 | 1831 | 1836 | 1841 | 1846 | 1851 |
| ---- | ---- | ---- | ---- | ---- | ---- | ---- | ---- | ---- |
| 225  | 243  | 292  | 298  | 360  | 360  | 346  | 350  | 349  |

| 1856 | 1861 | 1866 | 1872 | 1876 | 1881 | 1886 | 1891 | 1896 |
| ---- | ---- | ---- | ---- | ---- | ---- | ---- | ---- | ---- |
| 299  | 305  | 316  | 300  | 304  | 303  | 285  | 256  | 255  |

| 1901 | 1906 | 1911 | 1921 | 1926 | 1931 | 1936 | 1946 | 1954 |
| ---- | ---- | ---- | ---- | ---- | ---- | ---- | ---- | ---- |
| 249  | 233  | 210  | 152  | 136  | 136  | 145  | 143  | 126  |

| 1962 | 1968 | - | - | - | - | - | - | - |
| ---- | ---- | - | - | - | - | - | - | - |
| 115  | 102  | - | - | - | - | - | - | - |

## Lieux et monuments
- Église Saint-Hubert, construite en 1839 et reconstruite en 1925.
- Lavoir